# Un treno verso l'ignoto
Un treno verso l'ignoto (Crackerjack 2) è un film statunitense del 1997 diretto da Robert Lee. È il sequel del film Furia esplosiva del 1994 con Thomas Ian Griffith e seguito da Crackerjack 3 del 2000.

## Trama
Il poliziotto Jack Wild scopre che un noto criminale internazionale Hans Becker è su un treno con degli ostaggi, tra cui alcuni uomini d'affari e la sua compagna. Senza tempo da perdere, Jack noleggia un elicottero per cercare di fermare Becker.